# Semialarium paniculatum
Semialarium paniculatum là một loài thực vật có hoa trong họ Dây gối. Loài này được (Mart.) N.Hallé miêu tả khoa học đầu tiên năm 1983.